# Elizabethtown (film)
Elizabethtown – amerykański film fabularny (komedia romantyczna) z 2005 roku w reż. Camerona Crowe’a, z Orlando Bloomem i Kirsten Dunst w rolach głównych.

## Fabuła
Drew Baylor jest projektantem sportowych butów. Jego projekt okazuje się być fiaskiem, a Drew zostaje zwolniony. Tego samego dnia dowiaduje się, że jego ojciec zmarł w swoim rodzinnym mieście Elizabethtown. On jako najstarszy i najbardziej odpowiedzialny z rodzeństwa musi sprowadzić zwłoki ojca do domu. Poznana w samolocie piękna Claire Colburn objaśnia mu drogę do Elizabethtown. Tam poznaje swoją rodzinę, która odnosi się do niego niezwykle ciepło.
Historia jest inspirowana prawdziwymi wydarzeniami z życia Camerona Crowe’a (scenarzysta i reżyser).

## Obsada
- Orlando Bloom jako Drew Baylor
- Kirsten Dunst jako Claire Colburn
- Susan Sarandon jako Hollie Baylor
- Jessica Biel jako Ellen Kishmore
- Judy Greer jako Heather Baylor
- Alec Baldwin jako Phil
- Emily Rutherfurd jako Cindy Hasboro
- Jed Rees jako Chuck Hasboro
- Paul Schneider jako Jessie Baylor
- Bruce McGill jako Bill Banyon
- Allison Munn jako sekretarka Charlotte
- Jim Fitzpatrick jako Rusty
- Gailard Sartain jako Charles Dean
- Dan Biggers jako wuj Ron
- Loudon Wainwright III jako wuj Dale
- Alice Marie Crowe jako ciotka Lena
- Paula Deen jako ciotka Dora
- Patty Griffin jako Laurie
- Billy Tencza jako Brett
- Tim Devitt jako Mitch Baylor